# Pallas (córka Trytona)
Pallas (Παλλάς) – w mitologii greckiej była córką Trytona.
Tryton, jako rodzic zastępczy dla Ateny, córki Zeusa, wychowywał ją razem ze swoją córką, Pallas. Podczas przyjaznej walki między boginiami, Atena została ochroniona przez Zeusa, Pallas zaś została śmiertelnie ranna. Z żalu i rozpaczy, bogini mądrości stworzyła Palladion, posąg wyrażający jej sympatię dla Pallas.